# 安養大学校
安養大学校（アニャンだいがっこう、英称: Anyang University）は、京畿道安養市万安区安養5洞708－113番地に本部を置く大韓民国の私立大学である。1981年に設置された。大学の略称はAYU。

## 歴史
安養大学校は1948年8月に牧師金致善が伝道師の養成学校として南大門教会堂に夜間神学校を設置したのが始まり。初代校長に尹弼星が就任する。翌1949年、校舎をソウル市西大門区西小門洞に移転、第2代学長に金致善が就任した。1950年、校名を大韓神学校に変更する。大韓神学校は1952年に各種学校として認められる。1962年、学校法人聖経長老会が発足する。法人は1968年に学校法人大韓キリスト学園に変更される。また、1962年3月、校舎をソウル市龍山区西界洞33-2に移転する。
キャンパスは、1980年にソウルから安養に移ったとき、学校だけでなく、エンジニアリング、技術、ビジネスの領域に、後で、リベラルアーツの多くの分野に拡大し。このような拡大に伴い、学校は1990年に"大神大学"に社名を変更し、現在の名前は1995年3月に採択された。
1999年、一般大学院が設置される。

## 組織

### 学部
- 神学大学
  - 神学科　キリスト教文化学科　キリスト教教育科
- 人文大学
  - 国語国文学科　英語英文学科　ロシア語科　中国語科　幼児教育科
- 社会科学大学
  - 行政学科　経営学科　貿易流通学科　観光経営専攻　観光英語通訳専攻　新聞放送学科　公演芸術学科
- 理工大学
  - 情報統計学科　情報通信工学科　コンピュータ工学科　都市情報工学科　環境工学科　電気電子工学科　デジタルメディア学科　デジタルメディアデザイン学科　食品栄養学科
- 音楽大学
  - 声楽専攻　ピアノ専攻　管弦楽専攻　作曲専攻　オルガン専攻
- 物理科学大学
  - 都市行政学科　観光経営学科　コンピュータ学科　海洋生命工学科
- 教養学部
  - 教養学部

### 大学院
- 一般大学院
  - 神学科　教育学科　経営学科　観光経営学科　音楽学科　情報統計学科　コンピュータ工学科　情報通信学科　都市情報工学科　環境工学科　電気電子工学科
- 教育大学院
  - 国語教育専攻　英語教育専攻　教育行政専攻　相談心理専攻　幼児教育専攻　栄養教育専攻
- 経営行政大学院
  - 経営学科　観光経営学科　行政学科　社会福祉学科
- 神学大学院
  - 牧会学科　神学科

## 学術交流協定

### 海外
中国
- 山東大学
- 北京交通大学
- 武漢大学
- 青島大学
- 浙江大学
- 南京師範大学

台湾
- 銘伝大学

アメリカ
- バイオラ大学
- ペンシルベニア大学
- ノースウェスト・ミズーリ州立大学
- University of the Incarnate Word
- Southeast Missouri State University
- University of Hawai'I Outreach College
- ポートランド州立大学

ロシア
- サンクトペテルブルク大学